# Gweltaz ar Fur
Pour les articles homonymes, voir Le Fur.
Gweltaz ar Fur, nom de scène de Gildas Le Fur (« Le Sage » en breton), est un auteur-compositeur-interprète français né à Hennebont (Morbihan) le 25 avril 1950.
Il est l’une des figures importantes du paysage musical breton dans les années 1970. Chanteur engagé à ses débuts, il s’investit rapidement pour le renouveau de la culture bretonne, à travers ses actions dans la production, la distribution et les écoles Diwan.
Gweltaz a appris le breton et chante dans cette langue. Il compose des textes nouveaux à partir de la musique bretonne en s'inscrivant dans la réalité contemporaine. Ses textes soulèvent des questions sociales et politiques mais parlent aussi de l’histoire et la culture de la Bretagne. Il fait danser les gens dans les festoù-noz et interprète en concert des classiques du répertoire traditionnel. Il a mis en musique des poèmes du Barzaz Breiz, comme Gwerz Maro Pontkalleg et écrit le texte breton de la chanson Diwanit Bugale qui représente la France au concours de l'Eurovision.

## Biographie

### La Bretagne du point de vue culturel et social
Gweltaz ar Fur naît dans le pays Vannetais en 1950. Il prend conscience de sa « bretonnité » durant l'année 1964, lorsqu'il émigre pendant un an avec sa famille à Metz en Lorraine, pour des raisons professionnelles. Âgé de 14 ans, il se rend alors compte de l'importance de la culture bretonne et à son retour il apprend le breton et décide de se consacrer à la chanson. Il commence alors à s'engager politiquement à travers ses compositions qui reflètent la chanson identitaire et revendicative, notamment en raison de la situation sociale de sa ville natale.
Dans un premier temps, il étudie la chanson traditionnelle bretonne, par l'intermédiaire des ouvrages de La Villemarqué et de Luzel ou des chanteurs de kan ha diskan. En faisant un essai de sonorisation avant un concert de Gilles Servat, il chante Gwerz Marv Pontkalleg en s'accompagnant à la guitare : « C'est lui qui m'a encouragé et c'est comme ça que j'ai commencé » se souvient-il. Gweltaz chante dorénavant en breton et se produit dans les festoù-noz, interprétant des thèmes traditionnels. Pourtant, il prend vite conscience du fait que la création chantée doit avoir une part au moins égale à l'interprétation de chansons populaires anciennes. Sans perdre de vue ses racines, en s'éloignant tout de même du « folklore », il crée une forme d'expression incarnée dans la réalité contemporaine. Comme Servat ou Kirjuhel, il a conscience des luttes sociales, politiques et culturelles qui se déroulent en Bretagne.

### Les premiers enregistrements
Dès 1970, il enregistre deux 45 tours (chez Kelenn, le label de Servat et chez Droug, le label de Kirjuhel) et se produit en public. Fin 1970, lors d'une soirée organisée par la section celtique, des étudiants de la fac de Rennes découvrent Gweltaz et Gilles Servat en première partie d'Alan Stivell. Sur un air de gavotte, sa chanson Le sort du paysan devient un hymne pour les manifestations de l'époque. Il arrange le traditionnel Pichon a Lovedan et ses chansons comme Transocéan Brest, Fransez Laurent, Soldat Ar Fur (repris par Gilles Servat en Ar Soudarded), An holl bobl 'maez al lezenn (An-dro sans queue ni tête)... Séduit par la voix et la personnalité de Gweltaz, Glenmor lui offre la possibilité de chanter régulièrement lors de ses premières parties. Il cofonde le festival interceltique de Lorient en 1971.
À 22 ans, en 1973, il signe chez la maison de disque américaine WEA Filipacchi (du groupe Warner) et lance son premier album, Chants Celtiques, produit par le compositeur Igor Wakhévitch, avec la participation de musiciens de renom : Mikaël Moazan (mandoline, violon), Patrick Molard (cornemuses), Joel Lebossé, Gilles Hinterseber et Pierre Le Liez. Ce premier album, enregistré dans un grand studio parisien par le label Atlantic Records, se vendra à un million d'exemplaires, grâce notamment à sa présence régulière sur Europe 1 dans l'émission Salut les copains et le succès de son 45 tours An dro hep penn na lost. Entouré de son groupe de musiciens rock et trads bretons, il participe à tous les festivals et les grandes manifestations écolo-politico-musicales de cette foisonnante période. Il s'inscrit dès lors dans la lignée de Gilles Servat, d'Alan Stivell et de Tri Yann, ambassadeurs de la musique bretonne moderne. Mais en août 1973, Gweltaz doit quitter la Bretagne pour accomplir son service militaire en Lorraine. Cela provoque une coupure qui est mal venue ; à son retour, il perd son contrat avec WEA. Par la suite, il continue de se produire tant en concert qu'en fest-noz ou au cœur de luttes sociales.
En 1975, il publie l'album Bonedoù Ruz ! (« Les bonnets rouges ») sans son groupe habituel mais avec la participation du musicien Britannique Trevor Crozier (Albion Band, Broken Consort...), de l'Irlandais Mick Hanly (The Monroes, Moving Hearts...), du sonneur Breton Andreo Tomaz (groupe Skeduz). Cependant, la réalisation a été bâclé (arrangements, mixage, pochette) et il ne bénéfice pas d'une distribution aussi abondante que le précédent. Ce sera le dernier vrai album de l'artiste. En revanche, ses tournées continuent en Belgique, Allemagne, Hollande, Irlande, États-Unis, Canada et même en Algérie.
En 1976, lors d'une tournée canadienne, il édite deux titres à Montréal sur l'album Veillées d'Automne avec Zachary Richard (Bayou des Mysteres) et divers artistes, à la suite d'un festival. Il s'installe ensuite à La Forêt-Fouesnant. Dans ces années 1970, il aura vendu près de 700 000 disques en Europe.

### La mise en place d'institutions culturelles et sociales
En 1977, il participe à la fondation des Écoles Diwan, écoles bilingues en breton et français. Il assure la présidence de Diwan jusqu'en 1980. Un 45 tours est enregistré au profit de Diwan par Glenmor, sur lequel il chante le titre Ar c'hi talabarder. En 1978, il écrit Frankiz ar Vretoned, une chanson dédiée à Frañsez Laorañs, soldat fusillé pour l'exemple en 1914, et aux prisonniers bretons du FLB. En soutien aux bretons emprisonnés, il publie un 33 tour dédié en 1978. Il est l'auteur du texte Didostait Bugale, ré-enregistré par la suite par Dan Ar Braz, qui l'accompagnait comme guitariste sur scène. Ce morceau sera re-titré Diwanit Bugale pour l'Eurovision et présenté comme un titre récent pour coller aux règles du concours.
En 1980, il fonde à Quimper la librairie Ar Bed Keltiek (Le monde celtique) et dirige Celtic Production. Ar Bed Keltiek devient rapidement la librairie de référence des amateurs de musique bretonne. Il poursuit ses tournées avec ses musiciens, Jakez Moreau (des groupes Penfleps et Taÿfa) et Patrice Marzin (guitariste de Hubert-Félix Thiéfaine et Gérard Manset), jusqu'en Allemagne, en Écosse, au Pays de Galles... Il est également trésorier du Théâtre de Cornouaille et membre du Conseil régional de Bretagne.
À cette époque, il fait encore quelques tournées qui le mènent au Pays de Galles, en Écosse et en Allemagne. Avec l'ouverture d'une librairie filiale à Brest, il décide en 1984 de mettre un terme à sa carrière de chanteur pour mieux se consacrer à la promotion des musiques de Bretagne. Il est néanmoins remonté sur scène par la suite : en 1990 pour ses 20 ans de carrière à Quimper avec la participation de Glenmor (dont ce sera l'avant dernière apparition scénique), Gilles Servat, Triskell, Diaouled ar Menez, pour l'anniversaire du groupe Triskell à Brest en 1996... En 1996, c'est avec Diwanit Bugale que Dan Ar Braz participe au concours de l'Eurovision. La chanson est jouée par l’Héritage des Celtes.

### De Quimper à la scène
En 2008, il reçoit l'Ordre de l'Hermine, distinction pour son action en faveur de la Bretagne. Il est l'un des membres de la Gorsedd de Bretagne, une association bardique. En 2009 il entre au conseil municipal de Quimper après s'être présenté aux élections municipales sur la liste du parti écologique. Il ouvre une nouvelle librairie à Lorient.
Début 2010, après avoir vendu sa librairie, il sort un nouvel album, Mebay 'vo glaw (« À mon avis il va pleuvoir »), avec des nouveaux morceaux comme Demat Diwan ou Kemper-Breizh, et remonte sur les scènes bretonnes (festival de Cornouaille). Il s'est entouré de ses amis musiciens renommés tels que Patrice Marzin (guitares, mixage...), Soïg Sibéril (guitare), Philippe Turbin (claviers et accordéon), Patrick Boileau (batterie), Jacques Moreau (percussions), Christian Le Maître (violon), Hilaire Rama (basse), Gildas Scouarnec (contrebasse), Karl Gouriou et Jean-Philippe Le Coz (cuivres). Il réenregistre le fameux morceau devenu « traditionnel », Ar soudarded 'zo gwisket e ruz, écrit par son père Max et repris par Servat. À la demande d'Alan Simon, il écrit des chansons en breton pour son opéra rock Anne de Bretagne, chantées par Cécile Corbel. Pour le remercier, Alan lui propose de faire la première partie du spectacle au Pavillon à Quimper le 10 novembre 2010, dans une version acoustique, accompagné du guitariste Yann Quefféléant et de la violoniste australienne Shane Lestideau.

## Un artiste engagé
« Exprimer la Bretagne d'aujourd'hui, avec une musique qui conserve un enracinement, qui parle aux gens ; la jouer avec des instruments électriques actuels, et les instruments traditionnels selon une technique rénovée. Exprimer en breton les problèmes qui sont actuellement ceux des gens et qui apparaissent dans leurs luttes quotidiennes, leurs grèves. Les paroles dépendent des événements, de ce que les gens racontent là où nous allons chanter. En fait, je ne chante pas pour la Bretagne mais pour les gens qui habitent la Bretagne. »
— Gweltar Ar Fur, dans Libération, juillet 1973, cité dans Breizh hiziv (P. Durand, 1976).
À ses débuts, il se fait remarquer au sein des luttes comme ses participations de soutien dans les grèves du lait et du Joint Français (à Saint-Brieuc), de solidarité avec les paysans du Larzac, aux manifestations antinucléaires.... Il a participé activement pour le financement des écoles maternelles Diwan qui enseignent en langue bretonne. Il a également participé à des disques collectifs sur des thèmes précis : série « Underdroug-Discocanar », disque de soutien aux détenus politiques bretons, contre la marée noire de l'Amoco Cadiz...
En chanson, il veut dire la liberté des Bretons et le déni de démocratie que subit le peuple, par exemple Frankiz ar Vretoned dénonce la « régionalisation » récente ou dénoncer plus largement l'attitude néfaste envers les hommes et les femmes (Les Mâles). Il interprète aussi des chansons engagées écrites par d'autres comme Negro Song, à la manière de Langston Hughes, sur un texte de Per Denez, évoquant les soumissions qu'a connu le peuple Breton (version d'Alan Stivell en 1976), Ar Soudarded'zo Gwisket e Ruz (« Les Soldats sont vêtus de Rouge »), écrit par son père Max (repris par Servat). Il raconte dans la ballade Frañsez Laorañs (br) l'histoire de François Laurent, un soldat de l'armée française qui ne parlait que breton et qui fut exécuté pour abandon de poste en présence de l'ennemi, incapable de se justifier en français. L'armée reconnut son tort et le réhabilita bien qu'il soit décédé. Il évoque également dans son premier album les paysans (Le Sort du paysan, seule chanson en français, sur un air de gavotte), les ouvriers et la place des femmes dans la société bretonne d'hier et d'aujourd'hui.

## Discographie

### Albums personnels
- 1973 : Chants Celtiques (Filipacchi/Atlantic-WEA)
- 1975 : Bonedoù Ruz ! (Festival FLD/Musidisc Europe)
- 2010 : Mebay 'vo glaw...(Ar Bed Keltiek/Coop Breizh)

### Participations
- 1991 : L'Albatros fou, de Gilles Servat (Keltia Musique)
- 1997 : Daou, du groupe Triskell (Keltia Musique)
- 1997 : Mouezhioù Breizh, Diwan 20 ans (Ciré Jaune, Coop Breizh)
- 2010 : Le Ricain d'Armor (Kalonarz)
- 2011 : Rummadoù (Générations), 15e album de Tri Yann, chœurs